# Hail al-Manadhira
Hail al-Manadhira (arabisch حيل المناذرة, DMG Ḥail al-Manāḏira) ist ein Dorf mit 343 Einwohnern (Stand: Zensus von 2020) im Sultanat Oman. Es liegt im Gebiet der Wilaya Yanqul innerhalb des Gouvernements az-Zahira.